# Округ Конвеј (Арканзас)
Округ Конвеј (енгл. Conway County) је округ у америчкој савезној држави Арканзас. По попису из 2010. године број становника је 21.273. Седиште округа је град Morrilton.

## Демографија
Према попису становништва из 2010. у округу је живело 21.273 становника, што је 937 (4,6%) становника више него 2000. године.
| Група             | 2000.          | 2010.          |
| Белци             | 16.973 (83,5%) | 17.533 (82,4%) |
| Афроамериканци    | 2.654 (13,1%)  | 2.385 (11,2%)  |
| Азијати           | 47 (0,2%)      | 83 (0,4%)      |
| Хиспаноамериканци | 359 (1,8%)     | 757 (3,6%)     |
| Укупно            | 20.336         | 21.273         |